# Rockring
En rockring är ett cirkelformat lekredskap, vanligen av plast, som används vid träning, dans och som leksak. Rockringen roteras vanligen kring midjan. Det anordnas även tävlingar i rockring.
I svenska språket är ordet rockring belagt sedan 1957. Det svenska ordet härstammar från norskans "rokkering", där "rokke" sannolikt har betydelsen vagga. År 1957 beskrev Göteborgs-Posten rockringen som "den jätteroliga 'flugan' från Norge". Rockringen är däremot ingen norsk uppfinning. Plastleksaken (Hula Hoop) populariserades av det amerikanska leksaksföretaget Wham-O som hämtade inspiration från Australiens träningsrockringar, och plastrockringen blev snabbt populär i olika delar av världen under 1950-talet.

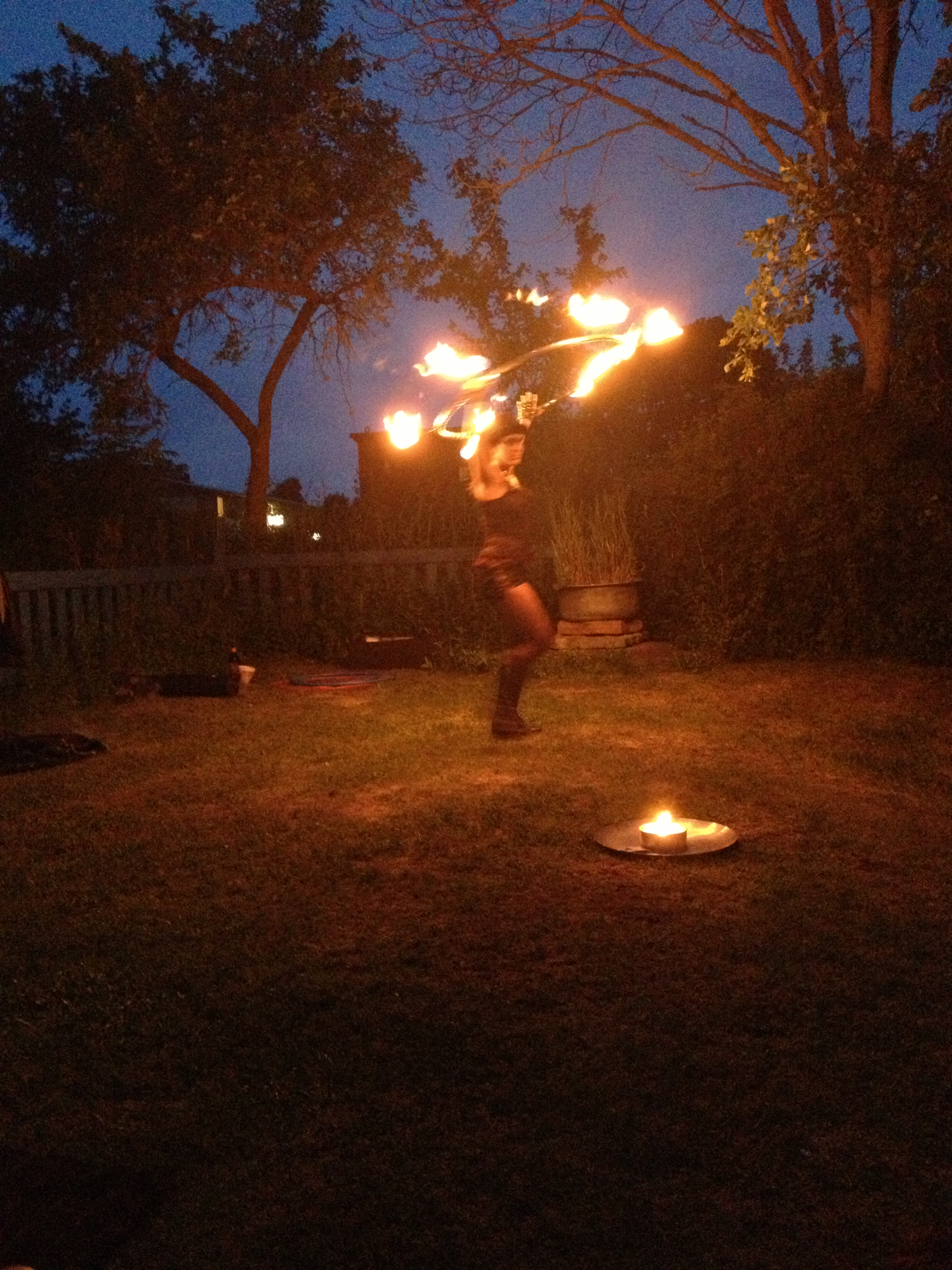
En eldshow med en brinnande rockring.